# 루크 톰프슨 (배우)
루크 톰프슨(영어: Luke Thompson, 1988년 7월 4일 ~ )은 잉글랜드의 배우이다.